# Miernik analogowy

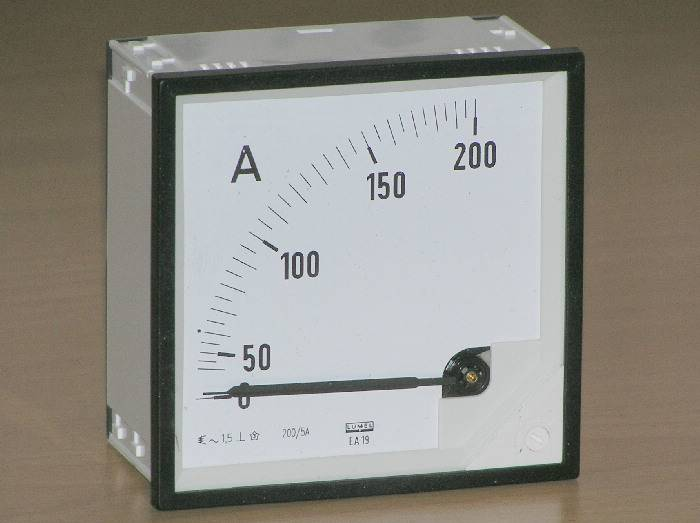
Przykład analogowego amperomierza o ustroju elektrodynamicznym

Miernik analogowy – rodzaj miernika, którego wskazania są funkcją ciągłą wartości mierzonej. Miernikami analogowymi nazywa się także te mierniki, w których zmiany wskazania następują małymi skokami, ale nie są to mierniki o wskazaniu cyfrowym.
Mierniki analogowe możemy podzielić ze względu na rodzaj zastosowanego podzespołu, pod wpływem którego następuje wychylenie wskazówki (tzw. ustrój pomiarowy) na:
- mierniki magnetoelektryczne,
- mierniki elektromagnetyczne,
- mierniki elektrodynamiczne,
- mierniki ferrodynamiczne,
- mierniki elektrostatyczne.

Mierniki analogowe możemy podzielić także na:
- mierniki o działaniu bezpośrednim – tzn. takie, w których energia potrzebna do odchylenia organu ruchomego czerpana jest bezpośrednio z obwodu kontrolowanego. Często takie mierniki określa się mianem mierników elektromechanicznych.
- mierniki analogowe o działaniu pośrednim – są to mierniki analogowe, w których wielkość mierzona steruje wielkością pomocniczą dostarczającą energię potrzebną do przesunięcia organu ruchomego. Takie mierniki określa się mianem mierników elektronicznych.